# 汙穢不堪的妳最惹人憐愛
《汙穢不堪的妳最惹人憐愛》（日语：きたない君がいちばんかわいい）是まにお創作的日本漫畫作品，目前已完結。 這是一部描繪兩個少女以扭曲的方法相愛的百合漫畫。
本作於一迅社《Comic百合姬》2019年8月號至2022年4月號連載。 單行本於2019年11月18日至2022年4月18日出版，全系列共5卷。

## 故事簡介
瀨崎愛吏與花邑雛子，她們在班上分別屬於不同的圈子與階級，但兩人之間有著不為人知的祕密。在放學後的化學實驗室裡，進行令人不敢直視的行為。
那是充滿了愛、意圖以及性癖的，只屬於兩人的儀式......

## 角色
瀨崎愛吏
本作主角之一，暱稱是「小愛（あいちゃん）」，有虐待狂的癖好。
花邑雛子
本作主角之一，暱稱是「雛（ひな）」，受到愛吏的擺布。
宮園一葉
愛吏的朋友，聰明率直的少女，戴著很多耳環。 對日常生活感到厭倦並尋找著刺激。
七倉碧唯
愛吏的朋友，喜歡在晚上出門，有一個弟弟。
町屋咲奈
愛吏的朋友，成熟冷静的少女。
兵藤悠子
雛子的朋友，具有強烈的正義感。
松下好美
雛子的朋友，戴眼鏡的文靜少女。目睹了愛吏和雛子之間的祕密關係。

## 出版書籍
單行本
| 卷數 | 一迅社         | 一迅社                                                  | 台灣角川      | 台灣角川               |
| 卷數 | 發售日期       | ISBN                                                    | 發售日期      | ISBN                   |
| ---- | -------------- | ------------------------------------------------------- | ------------- | ---------------------- |
| 1    | 2019年11月18日 | ISBN 978-4-7580-7991-4                                  | 2025年7月24日 | ISBN 978-626-435-040-2 |
| 2    | 2020年6月18日  | ISBN 978-4-7580-2125-8                                  |               |                        |
| 3    | 2020年12月18日 | ISBN 978-4-7580-2195-1                                  |               |                        |
| 4    | 2021年7月16日  | ISBN 978-4-7580-2273-6                                  |               |                        |
| 5    | 2022年4月18日  | ISBN 978-4-7580-2395-5 ISBN 978-4-7580-2396-2（特裝版） |               |                        |